# Chris Botti
Christopher Stephen Botti, detto Chris (IPA: [kɹɪs boʊti]; Portland, 12 ottobre 1962), è un trombettista, compositore e attore statunitense.

## Biografia
Cresciuto a Corvallis (Oregon), ha trascorso due anni della sua infanzia in Italia. Le sue prime influenze musicali sono state sua madre, una pianista classica insegnante part-time di pianoforte, e in seguito Miles Davis. È stato allievo di David Baker e Bill Adam alla Indiana University, dove si è diplomato.
Nel 1990, ha iniziato un lungo periodo di tour e registrazione con Paul Simon, nello stesso periodo ha anche suonato / registrato con Aretha Franklin, Natalie Cole, Bette Midler, Joni Mitchell, Natalie Merchant, Roger Daltrey e altri.
Il suo debutto da solista avviene nel 1995
Il 25 settembre 2007, C. Botti ha pubblicato un album intitolato Italia. L'album si concentra sulle radici italiane di Botti attraverso canzoni come "Ave Maria", "Venezia", "Estate", e "Italia", in cui ha collaborato con Andrea Bocelli. L'album ha ricevuto la nomination ai Grammy Awards, per aver prodotto il Miglior album strumentale pop (contenente molte canzoni italiane come Estate ecc.). Nel 2007 esegue il brano Love Affair contenuto nell'album We All Love Ennio Morricone. Nello stesso anno Botti ha anche eseguito la canzone con Bocelli nella edizione del Teatro del Silenzio, a seguito del quale è stato inciso nel 2008 un DVD dal titolo Vivere Live in Tuscany.
Celebre per le sue importanti collaborazioni con artisti di ogni genere (pop, jazz ecc.) come Barbra Streisand, Sting, Frank Sinatra, Dean Martin, Chaka Khan, Andrea Bocelli, Jill Scott, Steven Tyler, The Blue Nile, Josh Groban, Michael Bublé, Dave Koz, Jeff Lorber, David Torn, Roy Hargrove, Paul Simon, Rod Stewart, Mark Knopfler, Clark Terry, Lee Ritenour, Renee Olstead, Burt Bacharach, Paula Cole, John Mayer, Katharine McPhee, Assia Ahhatt e Brian Culbertson; ha raggiunto la notorietà anche in Italia con la canzone La belle dame sans regrets, interpretata con Sting e contenuta nell'album To Love Again - The duets (2006).

## Discografia

### Album in studio
- 1995 - First Wish
- 1997 - Midnight Without You
- 1999 - Slowing Down The World
- 2001 - Night Session
- 2002 - December
- 2003 - A Thousand Kisses Deep
- 2004 - When I Fall In Love
- 2005 - To Love Again
- 2007 - Italia
- 2012 - Impressions

### Live
- 2002 - Night Session: Live In Concert
- 2006 - Live With Orchestra And Special Guests
- 2009 - Chris Botti in Boston

### Raccolte
- 2002 - The Very Best Of Chris Botti
- 2011 - This Is Chris Botti